# Koncert sielski (obraz Dantego Gabriela Rossettiego)
Koncert sielski (ang. The Bower Meadow) – obraz olejny Dantego Gabriela Rossettiego, namalowany w estetyce prerafaelizmu w latach 1871–1872.
Artysta wykonał pejzaż stanowiący tło obrazu już w 1850 w posiadłości przyjaciela Williama Holmana Hunta. Pierwotnie planował przedstawić Dantego i Beatrycze w Niebie, jednak do wykonania pracy nie doszło i płótno leżało ponad 20 lat niewykorzystanie. Obraz Koncert sielski powstał w latach 1871-72 i został sprzedany firmie Pilgeram & Lefèvre za kwotę 735 funtów. Kolejnym właścicielem dzieła był Walter Dunlop, obecnie płótno znajduje się w Manchester Art Gallery.

## Opis obrazu
Na pierwszym planie przedstawione zostały dwie kobiety grające na instrumentach (kobieta po prawej na lutni, po lewej – na psałterionie). Modelkami były Maria Spartali (po lewej) i Alexa Wilding  (po prawej). Kobiety ubrane są w długie suknie i reprezentują klasyczny typ urody, typowy dla przedstawień prerafaelitów. Rossetti skoncentrował się na bardzo dokładnym przedstawieniu dłoni kobiet i instrumentów. Szczególnie charakterystyczne są długie i cienkie palce, których nerwowe i pełne ekspresji ułożenie kontrastuje ze spokojem twarzy modelek. Ten typowy element wielu obrazów Rossettiego został zainspirowany dziełami Leonarda da Vinci i Rafaela.
Na drugim planie przedstawione zostały kolejne dwie kobiety, tańczące. Stanowią one element dynamiczny kompozycji, ich suknie mają dopełniające się barwy, co podkreśla symetrię całości przedstawienia.
Na dalszym planie widoczny jest murek z niską balustradą i jeszcze jedna postać kobiety, która niesie kosz owoców lub kwiatów na plecach. Surrealistyczny charakter sceny potęguje dziwny fragment budynku w prawym górnym rogu.
Rossetti wielokrotnie malował motyw kobiet grających na instrumentach muzycznych. Tego typu przedstawienia były bardzo popularne i cieszyły się dużym zainteresowaniem nabywców. W 1872 powstał rysunek pastelami o podobnej tematyce, jednak wówczas pomiędzy kobietami autor umieścił przedstawienie anioła ze strzałą. Na innym rysunku anioł trzyma w dłoniach ptaka, co może symbolizować muzykę zarówno ziemską jak i niebiańską, jak również miłość ludzką i Boską.